# Tópiros
Tópiros (griego: Τόπειρος) es un municipio de la República Helénica perteneciente a la unidad periférica de Xánthi de la periferia de Macedonia Oriental y Tracia.
El municipio no fue afectado por el plan Calícrates de 2011, por lo que carece de unidades municipales. Su capital es el pueblo de Evlalo. El municipio tiene un área de 312,5 km².
En 2011 el municipio tenía 11 544 habitantes. Se ubica al suroeste de Xánthi.

## Historia
El municipio recibe su nombre de un asentamiento tracio homónimo que existió como localidad hasta la época bizantina. Se identifica al antiguo Tópiros con unas ruinas halladas cerca de la localidad de Paradeisos, en el entorno del río Nestos. En el siglo II fue objeto de una importante reconstrucción por orden del emperador Trajano, siendo denominada en ese tiempo como "Ulpia Topirus".